# Santo Ildefonso
Santo Ildefonso est une paroisse civile portugaise de la municipalité de Porto, avec 1,28 km2 de superficie et 9 029 habitants (2011). Sa densité est de 7 053,9 hab/km2.

## Patrimoine
- Colisée de Porto
- Quiosque du Service des Transports en commun de Porto
- Quiosque no Largo da Ramadinha
- Quiosque na Praça Marquês de Pombal
- Edifício da Biblioteca Pública Municipal do Porto ou Convento de Santo António da Cidade
- Igreja de Santo Ildefonso
- Capela do Divino Coração de Jesus ou Capela dos Pestanas
- Capela de Santa Catarina (Santo Ildefonso)|Capela de Santa Catarina ou Capela das Almas (Santo Ildefonso)|Capela das Almas
- Chafariz do Jardim de São Lázaro
- Café Majestic
- Recolhimento dos Órfãos
- Conjunto - Praça da Liberdade (Porto)|Praça da Liberdade, Avenida dos Aliados e Praça do General Humberto Delgado
- Mercado do Bolhão
- Imóvel da Ourivesaria Cunha, incluindo o seu recheio
- Casa Vicent
- Solar do Conde de Bolhão ou Palácio do Conde de Bolhão
- Imóvel pertencente à Liga dos Combatentes
- Hotel D. Henrique

## Rues
La freguesia de Santo Ildefonso compte 104 rues. Il s'agit de :
| - Avenida de Rodrigues de Freitas, - Avenida dos Aliados - Bairro do Leal - Beco de Passos Manuel - Beco de S. Marçal - Beco do Pedregulho - Calçada do Leal - Jardim de Marques de Oliveira - Largo da Fontinha - Largo da Ramadinha - Largo do Dr. Tito Fontes - Largo do Leal - Largo do Padrão - Mercado do Bolhão - Passeio de S. Lázaro - Pátio do Bolhão - Pátio do Bonjardim - Praça da Batalha - Praça da Liberdade - Praça da República - Praça da Trindade - Praça de D. João I - Praça do General Humberto Delgado - Praça do Marquês de Pombal - Praça dos Poveiros - Rua Bela da Fontinha | - Rua Cooperativa do Povo Portuense - Rua da Alegria, - Rua da Constituição, - Rua da Escola Normal - Rua da Fábrica Social - Rua da Firmeza - Rua da Fontinha - Rua da Madeira - Rua da Regeneração - Rua da Trindade - Rua das Carvalheiras - Rua das Doze Casas - Rua das Musas - Rua de 31 de Janeiro - Rua de Alexandre Braga - Rua de António Pedro - Rua de Camões - Rua de D. João IV - Rua de Elísio de Melo - Rua de Entreparedes - Rua de Faria Guimarães - Rua de Fernandes Tomás - Rua de Fonseca Cardoso - Rua de Gonçalo Cristóvão - Rua de Guedes de Azevedo - Rua de Guilherme da Costa Carvalho | - Rua de João das Regras - Rua de João de Oliveira Ramos - Rua de João Pedro Ribeiro - Rua de Moreira da Assunção - Rua de Olivença - Rua de Passos Manuel - Rua de Ramalho Ortigão - Rua de Raúl Dória - Rua de Rodrigues Sampaio - Rua de S. Brás - Rua de Sá da Bandeira - Rua de Sampaio Bruno - Rua de Santa Catarina - Rua de Santa Helena - Rua de Santo André - Rua de Santo Ildefonso - Rua do Alferes Malheiro - Rua do Almada, - Rua do Alto da Fontinha - Rua do Ateneu Comercial do Porto - Rua do Bolhão - Rua do Bonjardim - Rua do Campinho - Rua do Clube dos Fenianos - Rua do Dr. Alfredo Magalhães - Rua do Dr. Alves da Veiga | - Rua do Dr. António Emílio de Magalhães - Rua do Dr. António Luís Gomes - Rua do Dr. Artur Magalhães Basto - Rua do Dr. Magalhães Lemos - Rua do Dr. Ricardo Jorge, - Rua do Estêvão - Rua do Paraíso - Rua do Régulo Megauanha - Rua dos Heróis e dos Mártires de Angola - Rua Formosa - Travessa da Fontinha - Travessa da Regeneração - Travessa da Rua Formosa - Travessa da Senhora da Conceição - Travessa das Almas - Travessa de Antero de Quental - Travessa de Liceiras - Travessa de S. Brás - Travessa de S. Marcos - Travessa do Alferes Malheiro - Travessa do Bonjardim - Travessa do Leal - Travessa dos Campos - Travessa dos Congregados - Viaduto de Gonçalo Cristóvão - Viela do Anjo da Guarda |